# Robert Reich
Robert Bernard Reich (ur. 24 czerwca 1946) – amerykański polityk i ekonomista, były sekretarz pracy USA, mianowany w 1993 roku przez Billa Clintona. Urząd sprawował do 1997 roku. Służył też w administracji prezydentów Geralda Forda i Jimmy'ego Cartera. Obecnie wykłada na Uniwersytecie Kalifornijskim w Berkeley.